# Patrick Joseph McCall
Patrick Joseph McCall (irisch Pádraig Seosamh Mac Cathmhaoil; * 6. März 1861 in Dublin, Irland; † 6. März 1919 in Sutton, County Dublin, Irland) war ein Dichter und Autor, der wegen seiner Texte für irische Balladen bekannt wurde.

## Kindheit und Jugend
P. J. McCall wurde in der 25 Patrick Street in Dublin als Sohn von John McCall (1822 – 1902) geboren. Sein Elternhaus war streng irisch-nationalistisch eingestellt. Der Vater stammte aus Clonmore in der Nähe von Hacketstown im County Carlow. John McCall betrieb in Dublin ein Wirtshaus, einen Lebensmittel- und einen Weinladen. Er war daneben Publizist und Zeichner, schrieb Biografien irischer Dichter und Schriftsteller, forschte auf dem Gebiet der heimatlichen Geschichte und war politisch in der Irish National League aktiv. P. J. McCall besuchte in Dublin die Katholische Knabenschule in der Synge Street, die St. Joseph-Klosterschule in Harold’s Cross und die Katholische Universitätsschule in der Lower Leeson Street. Seine Sommerferien verbrachte er häufig in Rathangan im County Wexford, dem Geburtsort seiner Mutter, Eliza Mary Newport. Hier verbrachte er viel Zeit mit Musikern und Balladensängern. Viele der alten Geschichten aus der Zeit in Wexford verarbeitete er später in seinen Liedtexten. Seine Tante Ellen Newport kannte eine große Anzahl an alten irischen Liedern, die McCall sämtlich aufschrieb und katalogisierte.

## Dichter und Schriftsteller
Bereits in jungen Jahren begann McCall Gedichte zu schreiben, die in verschiedenen Magazinen und Zeitschriften wie dem Dublin Jounal, The Nation, Shan Van Vocht, The Shamrock, und nicht zuletzt dem United Irishman von Arthur Griffith veröffentlicht wurden. Seine Gedichtsammlungen wurden in den Büchern Irish Nóiníns (1894), Songs of Erin (1899), The harp at home (1904), Pulse of the Bard: Cuisle na hÉigse (1904) und Irish Fireside Songs (1911) abgedruckt. Insgesamt wurden zu McCalls Lebzeiten über 200 Gedichte, Erzählungen und Übersetzungen aus dem Gälischen veröffentlicht. Seine Sammlung alter irischer Lieder umfasst 13 Bände, die heute in der Irischen Nationalbibliothek hinterlegt sind. Darüber hinaus schrieb er Aufsätze über die Stadtgeschichte Dublins.
Das Wirtshaus der Familie McCall in der Patrick Street war als Treffpunkt der Dubliner Künstlerszene bekannt. Mittwochabends trafen sich auf der ersten Etage des Hauses Dichter und Schriftsteller, wodurch Patrick Joseph McCall unter anderem mit Douglas Hyde und anderen Vertretern der Gaelic League bekannt wurde. Er veröffentlichte drei Gedichte in der Lays and Lyrics, der Zeitschrift der 1888 von William Butler Yeats gegründeten Pan-Celtic Society, in der McCall ebenfalls Mitglied war und wo er Katherine Tynan, Michael Cusack und Seamus McManus kennen lernte. Als diese Pan-Celtic Society 1892 in der National Literary Society aufging, wurde Douglas Hyde ihr Präsident und McCall zum Ehrensekretär gewählt. Weitere Kontakte zur literarischen Szene bekam McCall durch seine Heirat mit Margaret Furlong (1900), der Schwester der Dichterin Alice Furlong. Das Haus der Furlongs war ebenfalls ein Treffpunkt der großen irischen Schriftsteller dieser Zeit.

## Musiker und Balladenschreiber
McCall war ein talentierter Musiker, er spielte Violine, Klavier und Kirchenorgel. Durch seine Fähigkeit, gehörte Melodien in Noten zu transkribieren, konnte er in seiner Zeit in Wexford die Musik, die dort zum traditionellen Mummenschanz gespielt wurde, für die Nachwelt erhalten. In den Dörfern Rathangan und Duncormick im County Wexford hatte er bereits angeregt, örtliche Gruppen der Gaelic League zu gründen. 1894 bildete er gemeinsam mit Charles Villiers Stanford und Alfred Percival Graves ein Komitee aus Mitgliedern der National Literary Society, der Gaelic League und verschiedenen Musikern, um ein nationales Musikfestival zu organisieren, das als Feis Ceoil berühmt werden sollte. In Zusammenarbeit mit dem Autor und Musiklehrer Arthur Warren Darley veröffentlichte er 1914 die „Feis Ceoil collection of Irish airs“, in der 85 alte irische Melodien zum ersten Mal abgedruckt und so erhalten werden konnten.
Große Bekanntheit erlangte McCall durch seine patriotischen Balladen, die noch heute gespielt und gesungen werden, wie zum Beispiel Boolavogue, der inoffiziellen Hymne des County Wexford, und Kelly, the boy from Killane, die beide vom Aufstand der Iren 1798 in Wexford handeln. Darum geht es auch in dem Lied Henry Joy McCracken, einem der Anführer der Rebellion. Dieser Song wurde lange Zeit dem Autor T. P. Canning zugeschrieben, doch er ist ebenfalls von P. J. McCall. Ein weiterer bekannter Liedtext aus der Feder McCalls ist Follow me up to Carlow, der von der Schlacht von Glenmalure im Jahre 1580 erzählt. Das Lied The Lowlands Low handelt wiederum von der „Flucht der Wildgänse“ aus Dunmore East nach dem Vertrag von Limerick 1691. Die Melodien zu seinen Texten erarbeitete McCall gemeinsam mit Arthur Warren Darley, indem sie alte irische Weisen verwendeten. Die Melodie zu Boolavogue wurde immer wieder verändert, bis der Sänger Gerald Crofts den Text auf die Melodie von Youghal Harbour sang und damit das Publikum begeisterte.

## Politiker
Wie schon sein Vater, war P. J. McCall auch politisch aktiv. 1896 wurde er zum ersten Mal in den Dubliner Stadtrat gewählt, als Repräsentant des Bezirks Wood Quay. Für kurze Zeit war er gemeinsam mit seinem Vater im Stadtrat, woraus sich eine freundschaftliche Rivalität entspann: John McCall war der Meinung, dass zu wenig für die Armen getan werde, während sich Patrick Joseph McCall gegen die Verschwendung von Steuergeldern einsetzte. 1902 kandidierte McCall erneut für den Stadtrat. Sein Gegner war niemand geringerer als der Gewerkschafter und Sozialist James Connolly. Trotz seiner Freundschaft zu McCall rief Arthur Griffith in seiner Zeitung United Irishman dazu auf, in Wood Quay für Connolly zu stimmen. Am Ende gewann McCall mit 1425 zu 341 Stimmen gegen Connolly und zog erneut in den Stadtrat ein. Als Griffith 1905 durch einen Zusammenschluss mehrerer irisch-patriotischer Vereinigungen die Partei Sinn Féin gründete, vertrat McCall diese im Rat. Er blieb Mitglied des Stadtrats bis 1912.

## Ruhestand und Tod
McCall hatte nach dem Tod seines Vaters 1902 dessen Wirtshaus und Lebensmittelgeschäft übernommen und führte diese weiter, bis er 1918 in den Ruhestand ging. Seine Ehe mit Margaret Furlong blieb kinderlos. Er starb an seinem Geburtstag 1919 in seinem Haus ‚Westpoint‘ in Sutton. Sein mit der Nationalflagge geschmückter Sarg wurde von einer großen Trauergemeinde zum Friedhof von Glasnevin begleitet, wo er begraben wurde.